# 김연주 (농구인)
김연주(1986년 4월 18일 ~ )는 대한민국의 전직 여자 농구 선수이다.

## 약력
- 선일초등학교 졸업
- 선일여자중학교 졸업
- 선일여자고등학교 졸업
- 2005년부터 2018년까지 인천 신한은행 에스버드 소속으로 활약
- 2014년 FIBA 세계 여자 선수권 대회 참가

## 수상
- 3× WKBL 식스우먼상 (2012-2014)
- WKBL 3점슛상 (2011)